# Odontologie
Ne doit pas être confondu avec Stomatologie.
L’odontologie est la science médico-chirurgicale couvrant l'étude de l'organe dentaire (émail, dentine, pulpe dentaire), des maxillaires (os maxillaire, os mandibulaire) et des tissus attenants. Les tissus attenants aux sièges anatomiques dentaires et maxillaires intégrés au domaine de l'odontologie occupent l'intégralité de la cavité orale et plusieurs loges anatomiques adjacentes. On distingue notamment le parodonte (cément, gencive, os alvéolaire, ligament alvéolo-dentaire, espace desmodontale), la muqueuse buccale (muqueuse alvéolaire, jugale, vestibulaire, palatine, linguale), les glandes salivaires (glandes parotides, submandibulaires, sublinguales et accessoires), la langue et les articulations temporo-mandibulaires. La pratique de l'odontologie comporte la prévention, le diagnostic et le traitement des pathologies congénitales ou acquises, réelles ou supposées de l'ensemble de ces structures anatomiques oro-faciales. Cette spécialité medico-chirurgicale est exercée par des praticiens, nommés chirurgiens-dentistes ou médecins-dentistes, l'appellation variant suivant les pays,. Les médecins stomatologistes peuvent également exercer l'odontologie dans le cadre de leur exercice professionnel.
Les termes odontologie, médecine dentaire, chirurgie dentaire, art dentaire et dentisterie sont synonymes, leur emploi pouvant varier suivant le pays ou le contexte. En France, l'exercice de la profession de chirurgien-dentiste est désigné dans le Code de la santé publique par les termes « odontologie », « art dentaire » et « chirurgie dentaire »,. Sous l'impulsion de l'Association dentaire française (ADF), l'Organisation internationale de normalisation (ISO) a décrété le 15 décembre 2010 au cours de l'ISO TC106/SC3 portant sur la norme ISO 1942 « Médecine bucco-dentaire – Vocabulaire » l'obsolescence du terme « art dentaire » pour désigner l'odontologie, le substituant au profit de « médecine bucco-dentaire ». Les nations employant le terme « art dentaire » membres de l'ISO et du CEN (notamment la France) ont donc l'obligation de changer leur législation pour se conformer à la nouvelle norme en vigueur depuis fin 2010 et introduire l'appellation « médecine bucco-dentaire » pour désigner l'exercice de l'odontologie.
L’odontologiste est un professionnel de santé médical habilité à pratiquer l'odontologie. Ce terme savant est couramment employé pour désigner le chirurgien-dentiste, ces deux appellations étant synonymes.
L'odontophobie (du grec ancien ὀδούς, ὀδόντος / odoús, odóntos, « dent » et φόβος / phóbos, « effroi, peur ») désigne la phobie des soins bucco-dentaires et du chirurgien-dentiste.

## Étymologie
Le terme « odontologie » est apparu en 1771 au sein de la littérature française. Il est constitué de la réunion du mot « odonte » et du suffixe « -logie ». Le nom commun « odonte » correspond au terme savant désignant l'organe dentaire. Il est issu du grec ancien ὀδούς, ὀδόντος / odoús, odóntos, « dent ». Au terme « odonte » est associé le suffixe « -logie », du grec ancien λόγος / lógos, « le discours ». Littéralement, l'odontologie se définit comme le discours relatif à l'organe dentaire et les tissus attenants.
Le terme « odontologiste » est apparu en 1829 au sein de la littérature française. Il est composé de la réunion du nom commun « odontologie » et du suffixe substantif « -iste », indiquant une filiation à une pratique, à un métier. Littéralement, il se définit comme le praticien exerçant l'odontologie. Ce terme est synonyme de chirurgien-dentiste.

## Histoire
Les premiers signes connus de la pratique de l'odontologie remontent au premier Homme, Homo habilis, qui apparaît il y a environ deux millions d’années. De cette époque datent les premières traces laissées sur les dents sous forme de profonds sillons interdentaires,, à Mehrgarh dans l'actuelle province pakistanaise du Balouchistan, près de la frontière afghane. La sédentarisation de l'Homme qui marque l'entrée dans le Néolithique voit arriver un profond bouleversement dans son régime alimentaire. Durant le temps où l'Homme met au point les nouvelles techniques agricoles pour s'adapter à son nouveau mode de vie, son état de santé général se détériore et, par voie de conséquence, sa santé dentaire également. Le taux en sucre de son régime alimentaire augmente et entraîne le développement de caries, qui étaient jusqu'alors inexistantes chez l'Homme.
Ce nouvel état sanitaire a fait se développer les prémices de la chirurgie dentaire. Des artisans taillant notamment de petites perles en os, coquillages ou minéraux comme la turquoise, disposent d'outils de grande précision qui permettent de faire des trous de quelques dixièmes de millimètres de diamètre. Ces derniers ont alors servi pour tailler les dents des membres de la communauté malades. C'est ainsi que l'on a retrouvé, dans un cimetière contenant 225 tombes, les dents de onze personnes ayant subi de telles opérations.
Les chercheurs opérant sur le site de Mehrgarh émettent l'hypothèse que certaines plantes anesthésiantes auraient pu être utilisées en raison de l'intense douleur d'une telle opération si la dentine était atteinte.

### Antiquité
En Asie mineure vers -3000, l'origine des caries est attribuée à des vers ; cette explication est admise pendant plusieurs siècles par de nombreuses civilisations (Égypte, Inde, Grèce, Afrique, Moyen-Orient, Europe et même Amérique du Nord).
Le papyrus découvert par Edwin Smith (-3000), qui est le plus ancien document médical connu, contient la description de plusieurs traitements dentaires. Le plus important des textes médicaux de l'Égypte antique, le Papyrus Ebers (-1600 ~ -1500), décrit également des interventions dentaires. Les malformations dentaires chez les enfants sont traitées par l'ingestion de souris écorchées et cuites, ce traitement est transmis et perpétué par les civilisations environnantes comme les Grecs, les Romains et les Arabes. La technique de l'obturation dentaire était également connue, avec notamment des éclats de pierre ou de l'or.
Des cas de pratiques de soins dentaires ont été découverts dans un cimetière danois (-2500) et en Amérique du Nord avant les premiers contacts européens. En Babylonie, le Code de Hammurabi fait référence à plusieurs procédures dentaires, ainsi que les frais pouvant être demandés par le praticien.
En Chine, les dents étaient blanchies avec de la poudre à base de musc et du gingembre et les obturations réalisées avec des excréments de chauve-souris.
De nombreux médecins grecs et romains ont écrit sur le traitement des maladies dentaires. On peut citer notamment Hippocrate, Celse, Scribonius Largus, Pline l'Ancien ou encore Claude Galien. Ce dernier va être le premier à décrire avec précision l'anatomie de la bouche avec le nombre de dents, formes et structures. Il découvre notamment les nerfs, les vaisseaux composant les dents, mais malgré tout il considère ces dernières comme des os.
En ce qui concerne la Rome antique, on sait peu de chose sur la pratique des dentistes et aucune législation n'a été retrouvée. On sait par contre que l'hygiène dentaire était présente, on note également l'utilisation de cure-dents en os et de brosses à dents. Les problèmes d'haleine étaient cachés notamment par la mastication de feuilles de myrrhe ou encore par le rinçage de bouche avec du vin. Les bains de bouche avec de l'urine (venue d'Espagne notamment et vendue à prix d'or) étaient considérés comme bénéfiques. En ce qui concerne les traitements dentaires, les obturations étaient effectuées à l'aide d'ardoise pilée, entre autres. Les dents extraites pouvaient être remplacées par des dents sculptées en ivoire ou en os, fixées par des rubans en or attachés aux dents adjacentes.
Dans une tombe gauloise de l'Aube (vers -300), l'INRAP a découvert le squelette d'une femme portant à la mandibule supérieure une prothèse en fer à la place d’une dent manquante. La défunte, d'un statut social élevé, disposait d’un véritable pivot. Il y avait certainement au bout une dent artificielle, peut-être en ivoire ou en os.

### Moyen Âge
Al-Razi, l'un des plus grands médecins perses, conseille une hygiène dentaire stricte avec le nettoyage des dents après chaque repas. L'un des pères de la chirurgie moderne, Abu Al-Qasim, dans son œuvre majeure Al-Tasrif y présente des techniques de détartrage, de cautérisation et est le premier à décrire l'extraction dentaire, mais uniquement à réaliser lorsque tous les autres traitements moins invasifs ont échoué. 
En Europe durant le Moyen Âge il n'y aura pas de découverte majeure. La pratique de la médecine devient alors le monopole de l'Église.

### Renaissance
La limite entre la médecine et la superstition n’est pas encore nette. Mais peu à peu, au risque de leur vie, les scientifiques acquièrent des connaissances en anatomie et en médecine.
La Renaissance voit le développement de l’imprimerie, une révolution intellectuelle, artistique et scientifique (Michel Ange, Vinci, Raphaël, Rabelais, Montaigne, Ronsard, Du Bellay). Elle connaît des découvertes en pharmacologie, chirurgie, urologie, obstétrique, ophtalmologie.
Les barbiers se retrouvent dans une position difficile. Pour augmenter leurs connaissances, ils doivent nécessairement disséquer. Or ils n’en ont pas le droit. Les médecins les prennent alors comme assistants.
Léonard de Vinci (1452-1519) décrit les rapports des racines des molaires avec les sinus maxillaires. Il donne les premiers dessins exacts que nous ayons des dents. Il essaie de les classer.
André Vésale (1514-1564) décrit la cavité pulpaire. Il croit, comme Celse, que les dents permanentes se développent sur les racines des dents de lait. Il était le médecin personnel de Charles Quint et de Philippe II d’Espagne. Il fut poursuivi par l’inquisition et mourut dans la misère. Il s’opposa aux idées reçues et mit en évidence les erreurs anciennes. Il fut un grand médecin et un grand chirurgien. Grâce au microscope?, il montra la structure de la dent, établit sa différenciation avec l’os et révéla la fonction de la pulpe.
On doit à Bartolomeo Eustachi (vers 1510-1574) le premier livre d’anatomie consacré aux dents. Contrairement à Galien, il ne croit pas que ce soient des os. Il distingue une substance externe corticale dure comme du marbre et une substance intime compacte.
Il y a toutefois une totale absence de structure thérapeutique. Le dentiste opérateur n’existe pas. La seule odontologie opératoire est celle du colporteur et du barbier.
Il faut avouer que les problèmes de santé ne préoccupent pas beaucoup les populations.
Pour en finir avec cette période, il ne faut pas oublier de mentionner Ambroise Paré (1516-1590), né près de Laval. Il fut barbier à Laval puis à Paris. Admis à l’Hôtel-Dieu de Paris en 1533, il devient compagnon chirurgien. Il ouvre une boutique en 1539. La confrérie de St-Côme le demande. Il devient bachelier en 1554, licencié puis maître-chirurgien d’Henri II et de Charles IX. Il va proposer de nouvelles techniques. Il reconnaît l’art dentaire comme une vraie spécialité. Mais il pense, lui aussi, que les dents sont des os. Il préconise la ligature des dents mobiles avec des fils d’or ou d’argent. Il décrit aussi les pulpites mais ne donne pas de traitement.

### Odontologie moderne
La pratique de l'odontologie moderne commence avec les travaux de Pierre Fauchard et son œuvre majeure, Le Chirurgien dentiste, ou Traité des dents (1728), où il présente notamment la pose de dents artificielles et l'utilisation de la fraise pour tailler les dents. Malgré cela, cet instrument est encore mis de côté au profit du traditionnel marteau et du burin. Il faudra attendre le XXe siècle pour que le développement d'outils spécifiques prenne vraiment son ampleur. Il établit également une relation étroite entre l'état de santé général d'une personne et sa santé dentaire, et voit dans le sucre l'une des causes des caries. Concernant la politique de traitement, il préconise l'utilisation des plombages pour remplir les cavités et ainsi limiter les déchets alimentaires pouvant s'y coincer. Mais à côté de ces avancées, il préconise les bains de bouche avec de l'urine.
Une avancée technique importante eut lieu en 1789, où un apothicaire eut l'idée d'utiliser la porcelaine à la place de l'ivoire d'hippopotame pour fabriquer des dents artificielles. Cela permit ainsi de les rendre bien plus durables, alors que celles en ivoire se décomposaient.
Les travaux de Louis Pasteur en bactériologie permettent de faire prendre conscience de l'importance de la stérilisation. Mais cette pratique met un certain temps pour entrer dans les mœurs des odontologues, pour n'être véritablement appliquée qu'au XXe siècle.

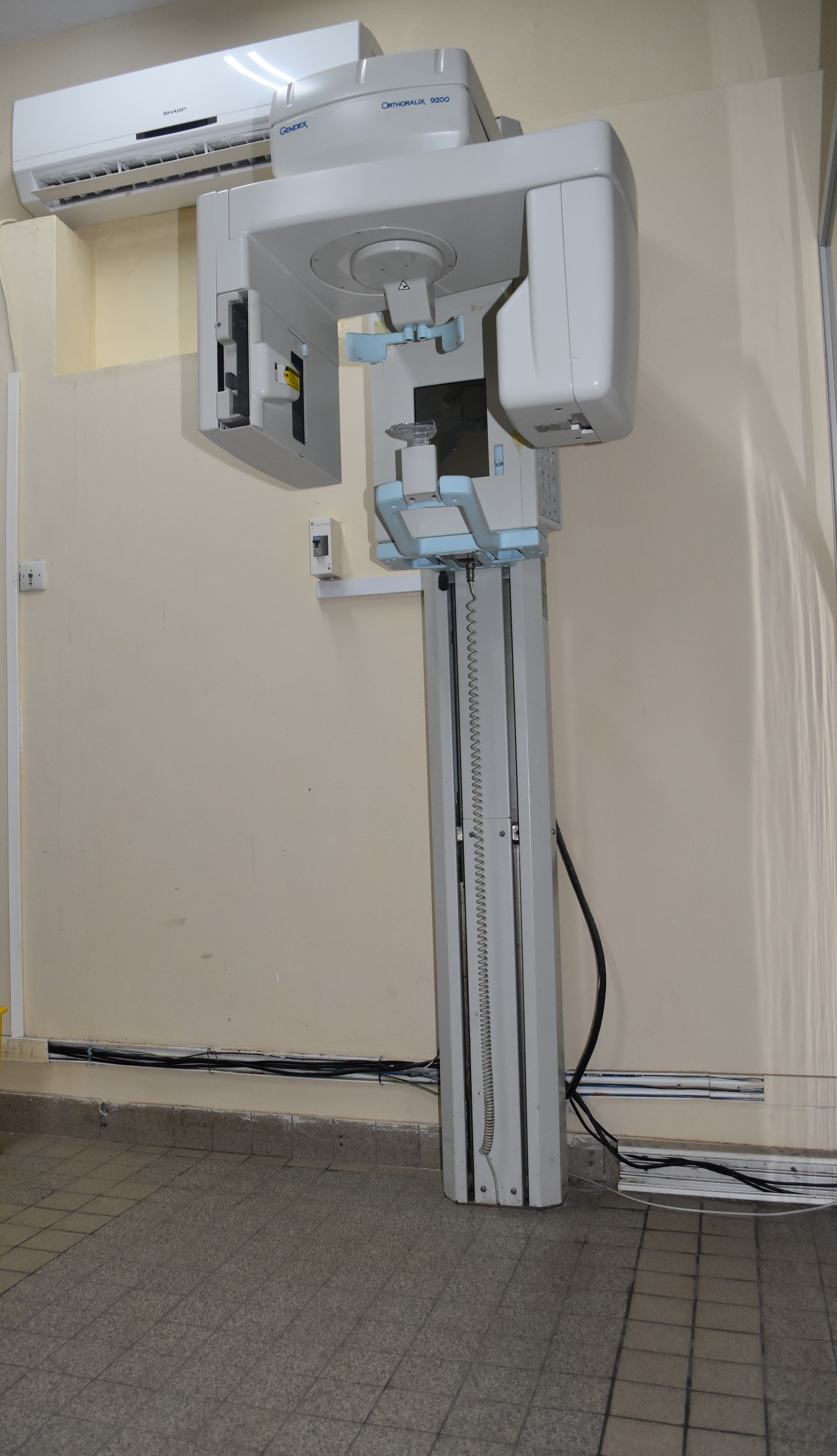
Appareil de radiographie dentaire dans un hôpital au Bénin.

Le développement de l'anesthésie, avec les travaux du dentiste Horace Wells, qui en 1844 expérimente sur lui-même le protoxyde d'azote, permet d'améliorer la qualité et le confort des patients. De nos jours, le protoxyde d'azote est associé à l'oxygène sous le nom de MEOPA et permet une sédation consciente du patient.
Les premiers cours d'odontologie sont donnés vers 1807 par Carl Ringelmann à Nuremberg en Allemagne. La première école spécifiquement dédiée à cette branche de la médecine est ouverte en 1839 à Baltimore (Maryland) aux États-Unis. Rapidement, d'autres écoles voient le jour partout dans le monde. Longtemps développée en premier lieu dans les universités américaines, puis européennes, qui ont contribué à la recherche et notamment au développement de matériaux plus sophistiqués (particulièrement en implantologie), l'odontologie est aujourd'hui enseignée et pratiquée dans la plupart des pays européens, sud-américains et nord-américains sur les mêmes bases, en tenant cependant compte des besoins spécifiques de chaque région.[Interprétation personnelle ?] Ainsi des pays ayant connu de forts métissages, tels que l'Argentine avec ses vagues d'émigration européenne aux XIXe et XXe siècles, met un accent particulier sur les questions de morphologie dentomaxillofaciale alors que le Brésil, motivé par un marché de la chirurgie esthétique très actif, est devenu un leader mondial en implantologie esthétique et en orthodontie.

## Spécialités
Le sujet est en fait plus vaste que ce que l'on pourrait croire de prime abord : étudier la dent consiste à connaître la façon dont elle naît (embryologie), la façon dont elle vit dans l'environnement buccal (mastication, phonation, déglutition & science de l'occlusion dentaire) et la façon dont elle meurt (carie dentaire non soignée aboutissant à une nécrose de la dent par exemple).
La dent n'est pas autonome dans la cavité buccale, c'est un organe à part entière qui est traversé par un flux sanguin (vascularisation) et des terminaisons nerveuses (sensibilité). Elle évolue en symbiose avec l'os dans lequel elle est implantée et dépend aussi de la gencive qui l'environne. La dent est soumise à de puissantes contraintes masticatoires, dues aux muscles manducateurs insérés sur la mâchoire inférieure. Elle est en outre immergée en permanence dans la salive et les liquides alimentaires, dont l'acidité peut présenter des variations considérables.
Par extension l'odontologie est l'étude de tout ce qui concerne la physiologie, la pathologie, la thérapeutique des dents, de leurs tissus de soutien, tels la gencive, l'os maxillaire et mandibulaire, ainsi que des sécrétions salivaires (1/2 tonne par an).
L'approfondissement des connaissances médicales a conduit les odontologistes à diviser leurs activités en plusieurs disciplines :
- odontologie conservatrice - soins sur la couronne dentaire : traitement des caries, hyperesthésie dentinaire, etc. ;
- endodontie - soins à l'intérieur des racines dentaires : traitement endodontiques (dévitalisation)… ;
- endodontie chirurgicale - chirurgie de l'extrémité des racines dentaires : exérèse de granulomes et kystes, etc. ;
- occlusodontie ou science de l'occlusion dentaire, dont la gnathologie, l'occlusion neuromusculaire et l'occlusodontologie : le rôle de la dent et de tous les tissus qui l'entourent dans la fonction manducatrice du complexe stomatognathique. Les fonctions occlusales réflexes, innées ou acquises, conditionnent la bonne marche de l'appareil manducateur, face à la gravité terrestre, aux disciplines scientifiques et aux spécialités médicales. Traitement des problèmes de contacts dentaires, de douleurs, de craquements de l'articulation temporo-mandibulaire et des tensions au niveau des muscles masticateurs et cervicaux ;
- odontologie chirurgicale - chirurgie en rapport avec les dents : avulsion de dents de sagesse, canines incluses, etc. ;
- prothèse - tout ce qui concerne la reconstitution des pertes de substance des dents ou le remplacement des dents absentes : couronnes, bridges, prothèses amovibles… ;
- parodontologie ou parodontie - traitement des maladies parodontales (pathologies des tissus entourant les dents) ;
- chirurgie : avulsion (extraction) de dents de sagesse ou de canines incluses ou enclavées ou de tout organe dentaire trop délabré pour être restauré ;
- implantologie - remplacement des dents absentes par des « racines » artificielles en titane, fixées dans l'os ;
- orthodontie ou orthopédie dento-faciale : traitement de l'alignement des dents et de l'engrènement des mâchoires ;
- pédodontie (ou odontologie pédiatrique) - soins dentaires chez les enfants ;
- gérodontologie - soins dentaires de la personne très âgée ;
- odontologie médico-légale - odontologie appliquée à la criminalistique ; spécialité à laquelle il est fait appel pour identifier des victimes d'accidents ou d'actes criminels sur la base de leur denture dans les cas où des corps très endommagés sont retrouvés[17], ou pour effectuer une comparaison entre des morsures constatées sur des victimes et les dentures de suspects.

## Pratique

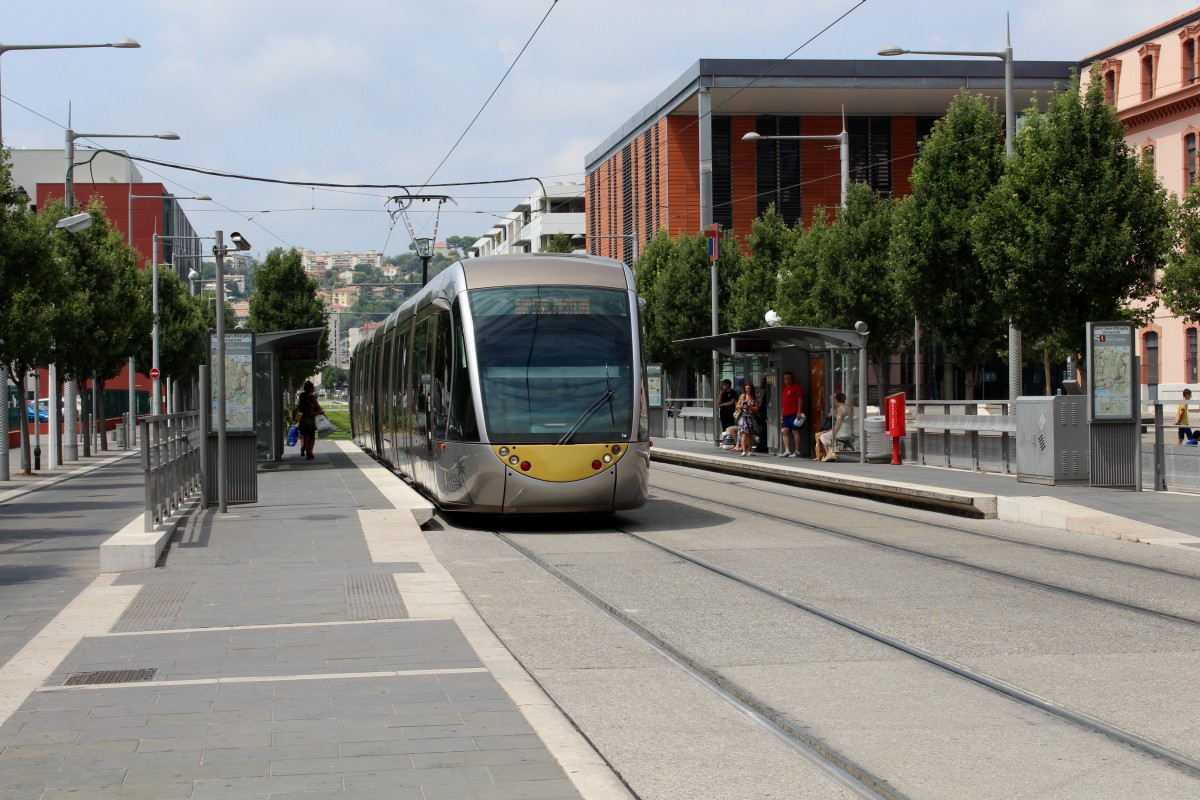
L'UFR d'Odontologie sur le Campus Saint-Jean d'Angély, Nice.

- En France, l'odontologie est pratiquée par les chirurgiens-dentistes, plus quelques médecins stomatologues. Les spécialités reconnues depuis 2012 sont l'orthodontie (plus précisément appelée orthopédie dento-faciale), la chirurgie orale et la médecine bucco-dentaire. Les études se font dans des UFR d'Odontologie.
- En Belgique, elle est pratiquée par les « praticiens de l'Art dentaire » : dentistes, médecins-dentistes et médecins stomatologues. L'ancien diplôme de dentiste, avant la réforme de Bologne, était « licencié en science dentaire », ce qui aboutissait à la dénomination de « dentiste LSD ».

Trois titres professionnels particuliers ont été créés : à côté du dentiste généraliste, deux titres de spécialiste, celui de dentiste spécialiste en parodontologie et celui de dentiste spécialiste en orthodontie.
Contrairement à la France, la Belgique ne connaît aujourd'hui aucun « Ordre des dentistes ». Les rôles de celui-ci sont partiellement exercés par les Commissions médicales provinciales, créées en 1817 dans chacune des provinces belges, et dont un rôle historique était de viser les diplômes. Le Conseil de l'Art Dentaire constitue un autre organe officiel qui d'initiative au sur demande du Ministre remet des avis sur ce qui intéresse l'Art dentaire.
Quatre associations sont représentatives de toute la profession dentaire belge : Verbond der Vlaamse Tandartsen (VVT) et Vlaamse Beroepsvereniging Tandartsen (VBT) du côté néerlandophone du pays, Société de médecine dentaire asbl- Association dentaire Belge Francophone (SMD) et Chambre syndicales dentaires asbl (CSD) du côté francophone.
- Au Brésil, les soins dentaires sont principalement prodigués dans des cliniques privées surveillées par les autorités. Le nombre de dentistes pratiquant est le plus élevé au monde[22] mais l'accès aux soins est empreint de certaines inégalités. La formation des dentistes dure cinq à sept ans et peut être suivie d'une spécialisation.
- Au Chili, l'odontologie est pratiquée, comme en France, par les chirurgiens-dentistes au terme de 6 ans de formation. Ceux-ci peuvent, après un minimum de 3 ans d'expérience post-formation, postuler à un programme de spécialisation de 3 à 4 ans dans un centre universitaire (mêlant enseignement et pratique continue). Les universités habilitées à former sont désignées par l’État après vérification et contrôles de qualité.
- En Turquie, les médecins-dentistes sont formés durant trois ans en sciences de base et techniques dentaires avant de prendre part durant deux ans aux formations cliniques pratiques. Les soins sont prodigués dans des institutions publiques et privées, les cliniques privées proposant généralement les meilleurs standards.